# Lasiplexia
Lasiplexia là một chi bướm đêm thuộc họ Noctuidae.